# Liste des navires de la Royal Mail Steam Packet Company
La Royal Mail Steam Packet Company est une compagnie maritime britannique qui a existé de 1839 à 1972 (dénommée Royal Mail Lines à partir de sa liquidation puis refondation en 1932) et qui desservait essentiellement les liaisons transatlantiques pour le transport de courrier de la Royal Mail, la poste royale britannique, depuis l'Angleterre à destination des Caraïbes et de l'Amérique du Sud ainsi que des activités de croisière. Voici une liste des principaux naufrages répertoriés concernant les navires de la compagnie.
La liste suivante n'est pas exhaustive mais comprend les plus gros navires de la compagnie pour chaque période,.

## Liste chronologique

### 1840 - 1850

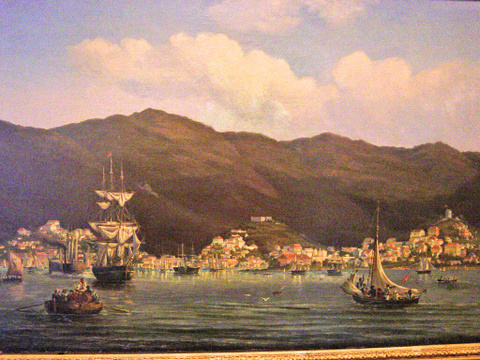
Le port de Saint Thomas dans les Caraïbes en 1850 avec 2 navires de la Royal Mail Steam Packet Company

- Clyde (1841-65)
- Tweed (1841-47)
- Thames (1841-65)
- Forth (1841-49)
- Solway (1841-43)
- Tay (1841-56)
- Medina (1841-42)
- Medway (1841-61)
- Dee (1841-62)
- Trent (1841-65)
- Teviot (1841-64)
- Isis (1841-42)
- Actaeon (1841-44)
- City of Glasgow (1841-48)
- Avon  (1842-62)
- Severn  (1842-56)
- Reindeer (1841-49)
- Eagle (1845-61)
- Conway (1846-70)
- Great Western (1847-56)

### 1850 - 1860

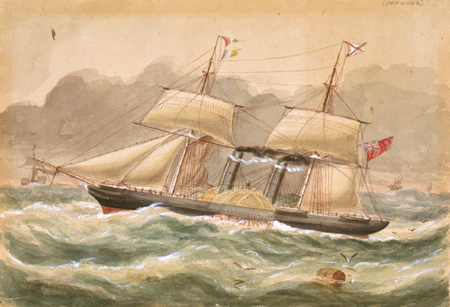
La Plata en 1852

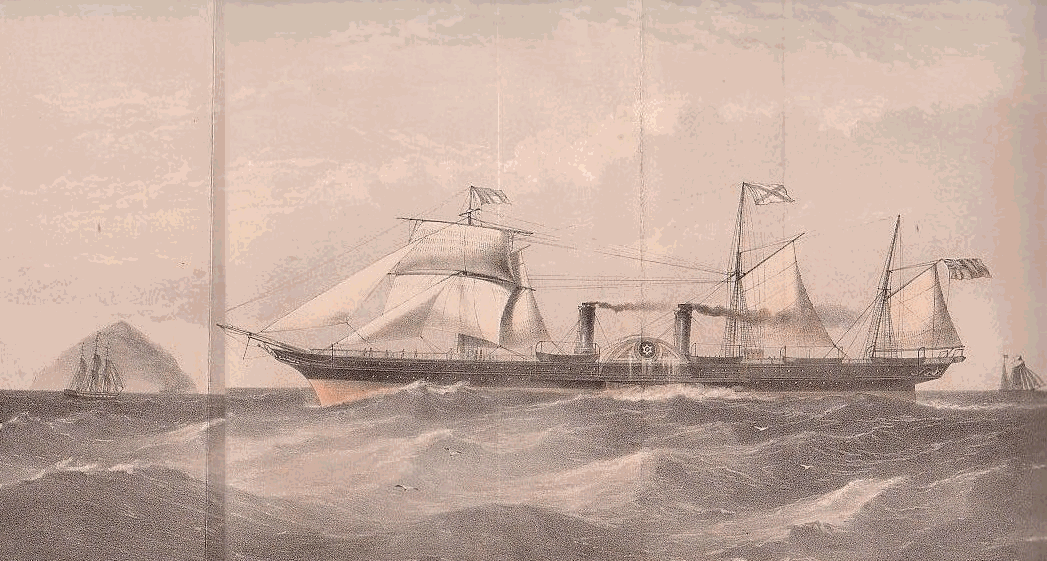
L' Atrato

- Amazon (1851-52)
- Orinoco (1851-59)
- Parana (1851-76)
- Magdalena (1851-65)
- Demerara (1851)
- La Plata (1852-71)
- Atrato (1853-70)
- Oneida (1858-74)
- Parramatta (1858-59)
- Shannon (1859-75)
- Tasmanian (1859-78)

### 1860 - 1870

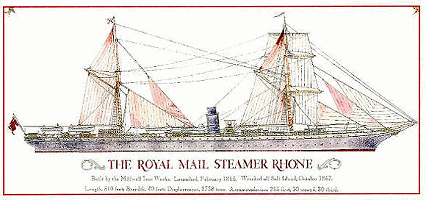
Le Rhone

- Seine (1860-71)
- Douro I (1864-82)
- Rhone (1865-67)
- Danube I (1865-71)
- Neva (1868-90)
- Nile I (1869-90)
- Elbe (1869-1902)

### 1870 - 1880
- Tiber (1871-1882)
- Ebro I (1871-1881)
- Liffey II (1871-1874)
- Moselle (1871-1891)
- Tagus I (1871-1897)
- Boyne (1871-1875)
- Dee (1872-1901)
- Essequibo I (1873-1900)
- Minho I (1874-1888)
- Mondego (1874-1888)
- Guadiana (1875-1885)
- Para (1875-1903)
- Don (1875-1901)
- Medway II (1877-1899)
- Tamar II (1878-1897)
- Trent II (1878-1897)
- Derwent II (1879-1902)

### 1880 - 1890
- Humber (1880-1885)
- Avon II (1880-1903)
- La Plata II (1882-1893)
- Eden I (1882-1909)
- Esk II (1882-1910)
- Dart I (1883-1884)
- Orinoco II (1886-1909)
- Atrato II (1888-1912)
- Magdalena II (1889-1921)
- Thames II (1889-1914)

### 1890 - 1900
- Clyde II  (1890-1913)
- Nile II (1893-1911)
- Danube II (1893-1920)
- Tagus II (1899-1920)
- Trent III (1899-1922)

### 1900 - 1910
- Aragon (1905-1917)
- Oruba (1906-1914)
- Orotava (1906-1915)
- Oroya (1906-1909)
- Ortona puis Arcadian(1906-1917)
- Amazon II (1906-1918)
- Araguaya (1906-1930)

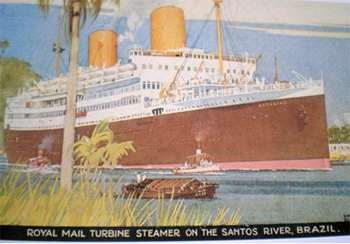
L' Asturias au Brésil, peinture de Kenneth Shoesmith (années 1930)

- Avon III puis HMS Avica(1907-1930)
- Monmouthshire puis Tyne IV (1907-1922))
- Asturias puis Arcadian II (1907-1933)

### 1910 - 1920

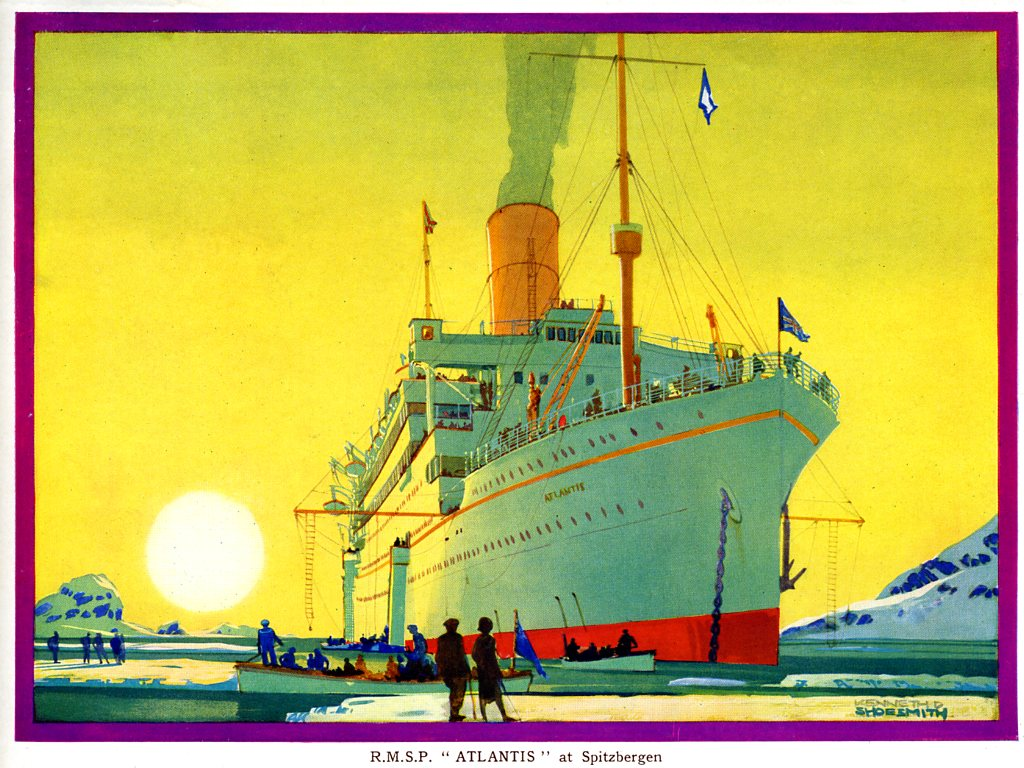
L'Atlantis en croisière au Spitzberg (dessin de Kenneth Shoesmith)

- Deseado (1911-1934)
- Arlanza (1911-1938)
- Demerara II (1911-1933)
- Desna (1912-1933)
- Alcala (1913-1913)
- Andes puis Atlantis (1913-1946)
- Caribbean (1913-1915)
- Cardiganshire (1913-1929)
- Alcantara (1913-1916)
- Carnarvonshire (1913-1933)
- Drina (1914-1917)
- SS Almanzora (1914-1948)
- Essequibo II (1914-1922)
- Ebro III (1914-1922)
- Carmarthenshire II (1915-1929)
- Pembrokeshire II (1915-1933)
- Brecknockshire (1916-1917)
- Darro (1916-1933)
- Navasota (1917-1939)
- Sambre (1919-1940)
- Glamorganshire (1919-1933)
- Nagara (1919-1943)
- Segura II (1919-1921)
- Somme (1919-1942)
- Severn IV (1919-1932)
- Radnorshire II (1919-1930)
- Silarus (1919-1931)
- Siris (1919-1942)
- Narenta (1919-1939)

### 1920 - 1930

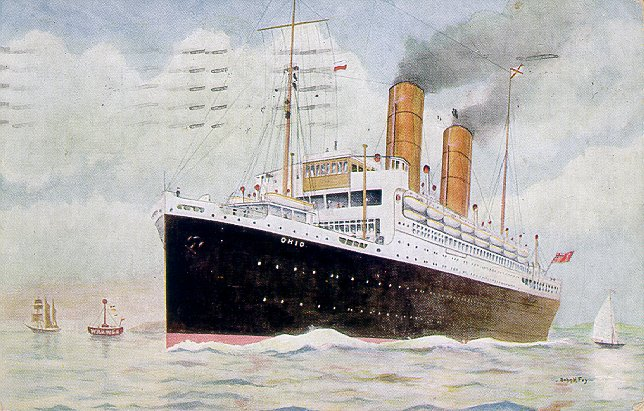
L' Ohio.

- Nictheroy (1920-1937)
- Orcana (1920-1922)
- Oruba II (1920-1923)
- Natia (1920-1940)
- Nariva (1920-1943)
- Nebraska (1920-1944)
- Sarthe (1920-1942)
- Sabor II (1920-1943)
- Montgomeryshire (1921-1931)
- Lochkatrine (1921-1942)
- Lochgoil (1922-1939)
- Orca (1923-1927)
- Orduña (1923-1926)
- Orbita (1923-1926)
- Ohio (1923-1927)
- Lochmonar (1923-1949)
- Asturias II (1925-1945)
- Alcantara II (1926-1958)

### 1930 - 1940
- Nasina (1932-1935)
- Nela (1932-1945)
- Nalon (1932-1940)
- Nagoya (1932-1936)
- Highland Brigade (1932-1959)
- Highland Chieftain (1932-1959)
- Highland Monarch (1932-1960)
- Highland Patriot (1932-1940)
- Highland Princess (1932-1959)
- Highland Rover (1932-1932)
- Lochavon (1938-1939)
- Andes II (1939-1971)

### 1940 - 1950
- Deseado II 1942-1968
- Darro II (1942-1967)
- Drina II (1944-1965)
- Durango (1944-1966)
- Loch Ryan (1946-1960)
- Loch Avon (1947-1967)
- Loch Garth (1947-1968)
- Magdalena III (1948-1949)

### 1950 - 1960
- Loch Gowan (1954-70)
- Loch Loyal (1957-71)
- Amazon III (1959-68)
- Aragon II (1959-69)
- Arlanza II (1960-69)

### 1968 - 1972
- Duquesa (1968-73)
- Stolt Abadesa (1968-71)
- Douro II (1969-71)
- Manchester Freighter devenu Lombardy II (1969-71)
- Derwent III (1969-71)
- Pacific Envoy (1970-71)
- Pacific Stronghold (1970-71)
- Cotopaxi (1971-73)
- Kenuta' (1971-72)
- Pizarro (1971-73)
- Orbita II (1972-80)
- Orduña II devenu Beacon Grange(1973-84)
- Ortega devenu Andes III (1973-82)
- Kayeson (1974-77)